# Burg Komatsu
Die Burg Komatsu (japanisch 小松城, Komatsu-jō) befindet sich in der Stadt Komatsu in der japanischen Präfektur Ishikawa. In der Edo-Zeit residierte dort eine Zweigfamilie der Maeda als Tozama-Daimyō.

## Geschichte
Ursprünglich legten die Asakura am Südufer des von Osten nach Westen fließenden Kakehashi-Flusses (梯川) eine Burg zum Schutz gegen die Ikkō-Aufstände an. Später übernahmen Murakami Yorikatsu (村上 頼勝; gest. 1604) und dann Niwa Shiganaga (丹羽 重長; 1571–1637) die Burg. Nach der Schlacht von Sekigahara gegen Tokugawa Ieyasu verlor Niwa, der gegen Tokugawa Ieyasu gekämpft hatte, die Burg, die dann nach der Regelung „Nur eine Burg je Provinz“ (一国一城, Ikkoku ichijō) verfiel.
1639 zog sich der Fürst Maeda Toshitsune (前田 利常; 1593–1658) aus der Leitung des Lehens Kaga zurück und ließ die Burg wiederherstellen, die er dann 1640 beziehen konnte. Nach dem Tode Toshitsunes 1658  verfiel die Burg bis auf den zentralen Bereich, das Hommaru (本丸), wieder. Ein Burgverwalter (城代, jōdai) der Maeda wurde eingesetzt. Nach der Meiji-Restauration beschlossen die Maeda 1871, die Burg aufzugeben.

## Die Anlage
Die Burg wurde in Form einer Verbundanlage (連郭式, renkaku-shiki) südlich des Kakehashi-Flusses und parallel zu ihm errichtet. Dem Hauptbereich, dem Hommaru (本丸), ist im Osten der Biwashima (琵琶島) genannte Bereich und dann das Ni-no-muaru (二の丸) vorgelagert. Weitere Vorbereiche waren Makijima (牧島) und Takeshima (竹島). Es sind keine Gebäude erhalten, jedoch die Basis des Burgturms (天守台, Tenshudai), das Unagihashi-Tor (鰻橋御門) von der Ostseite des Ni-no-maru, das als Tor zum Wohnbezirk des Raishō-ji (来生寺) im benachbarten Ortsteil Sonomachi (園町) versetzt wurde.

## Bilder

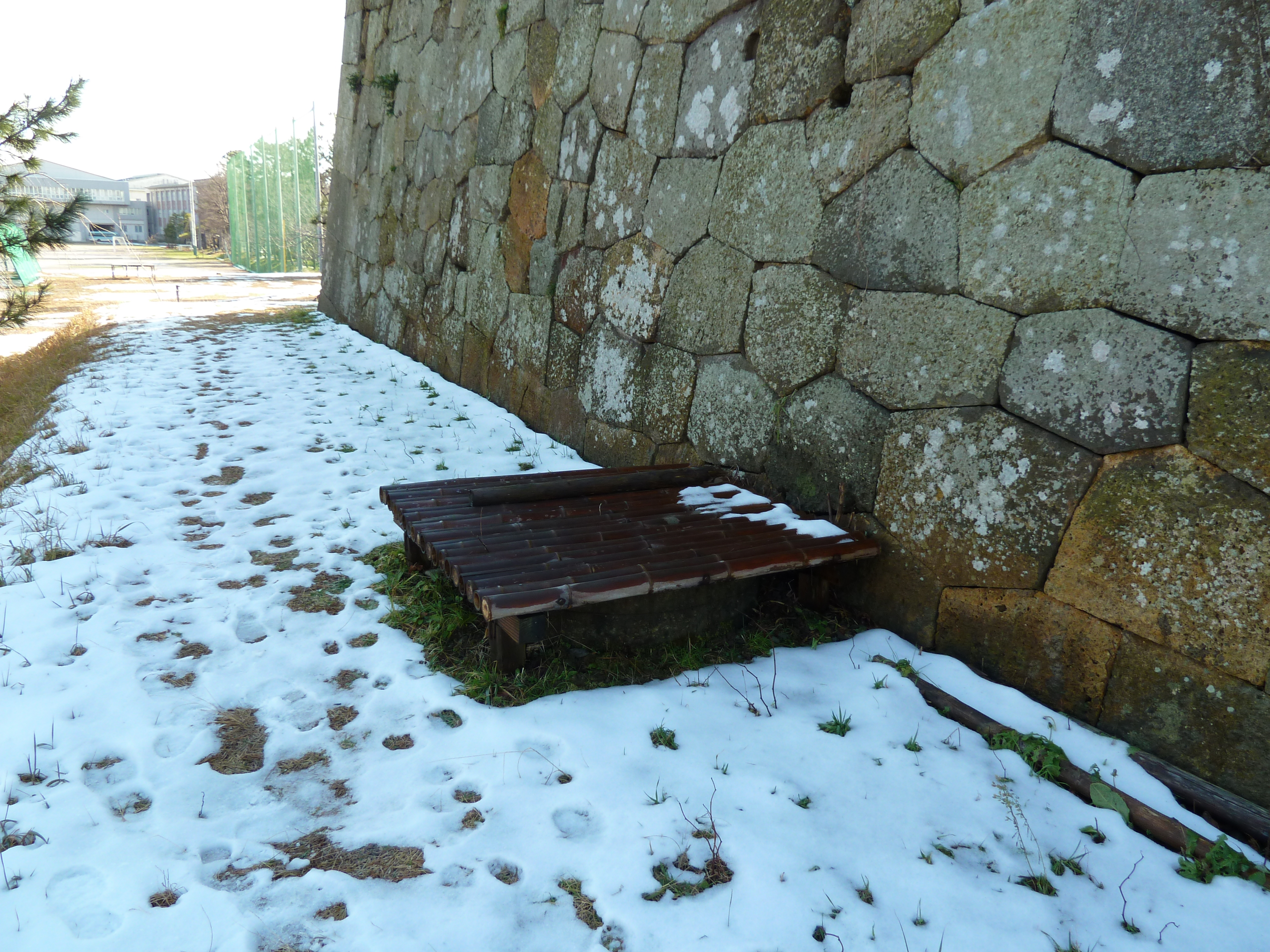
Quelle am Fuß der Burgturmbasis
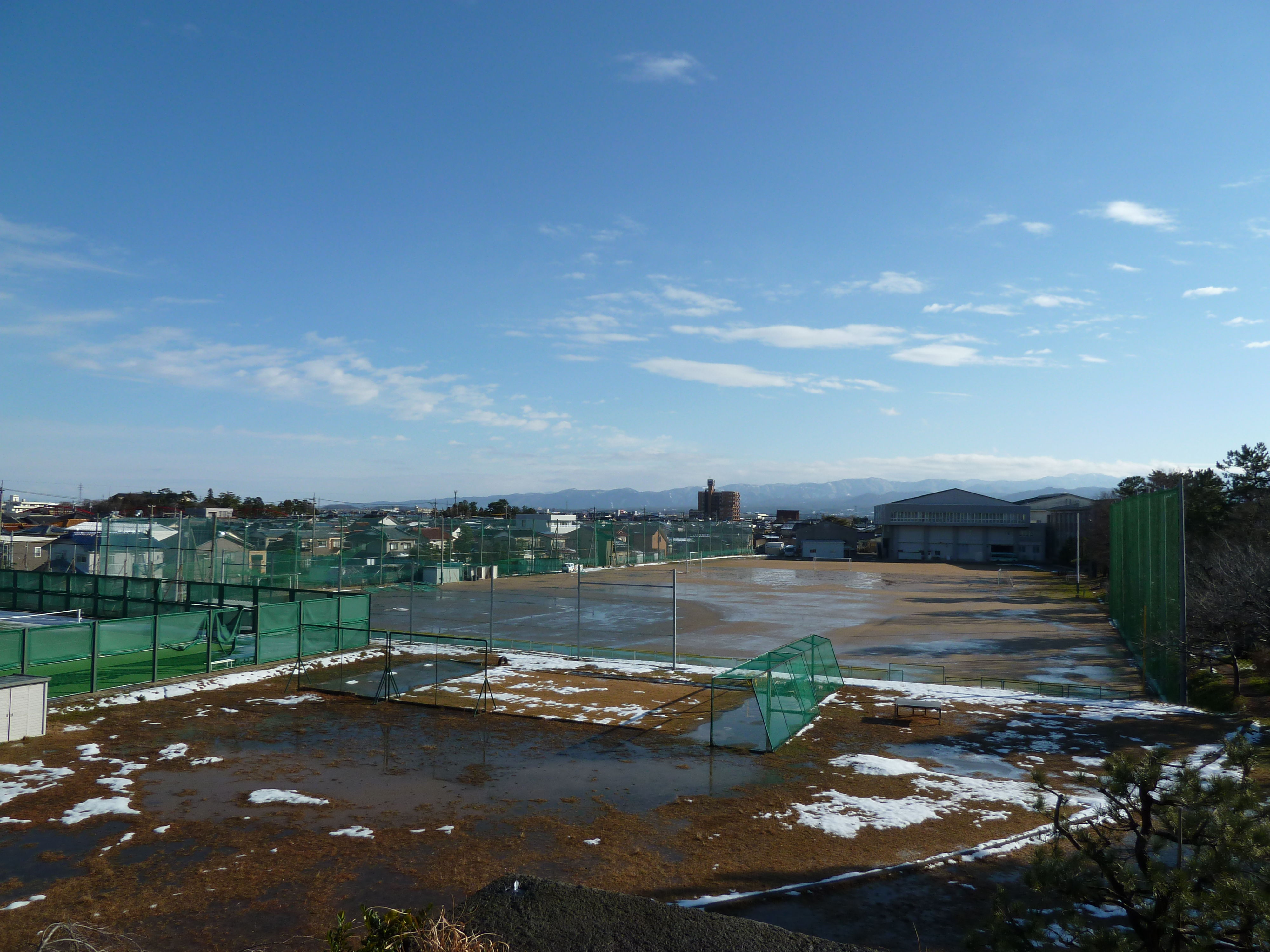
Reste der Residenz im Hommaru
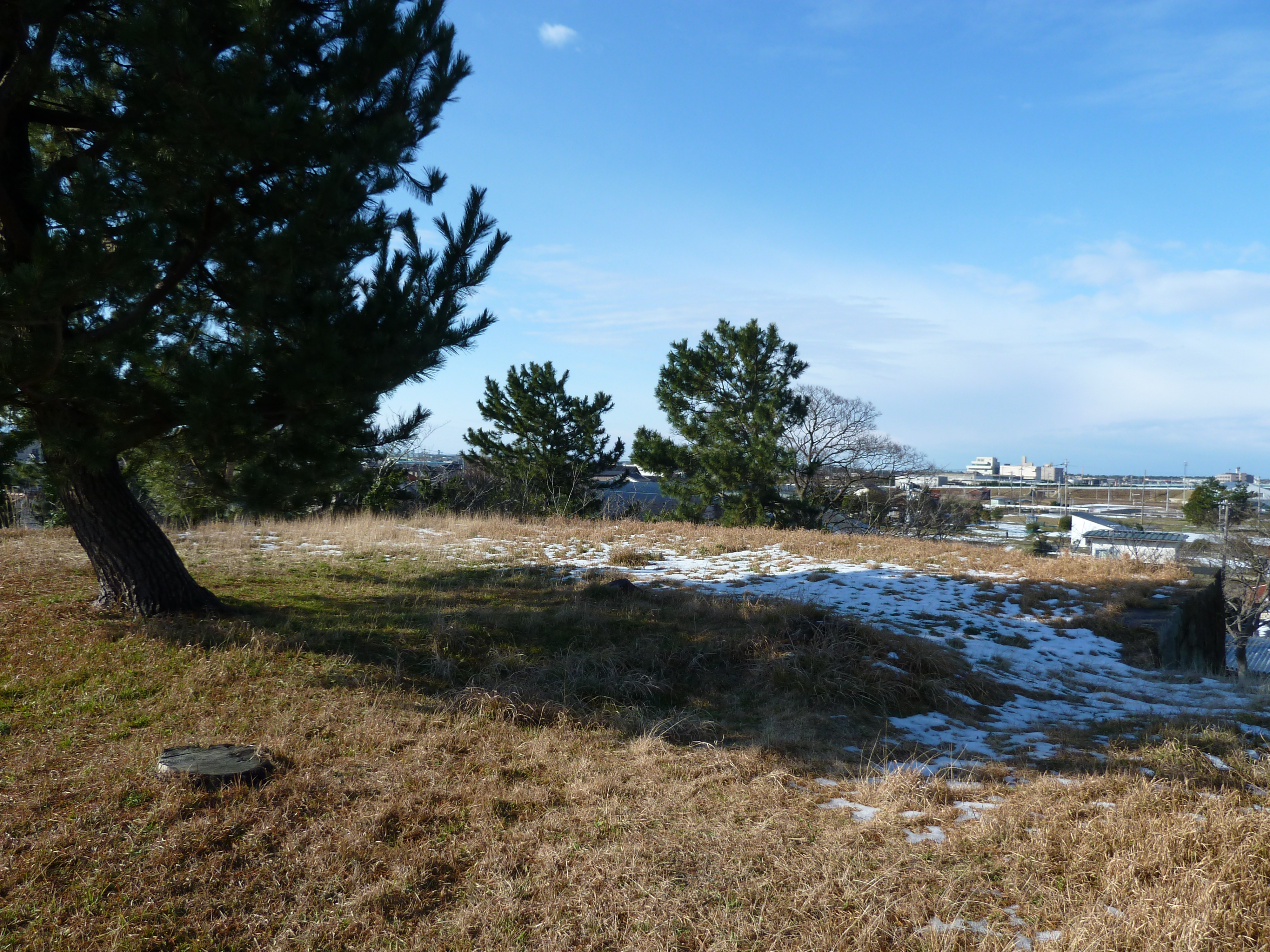
Basis eines dreistöckigen Wachturms
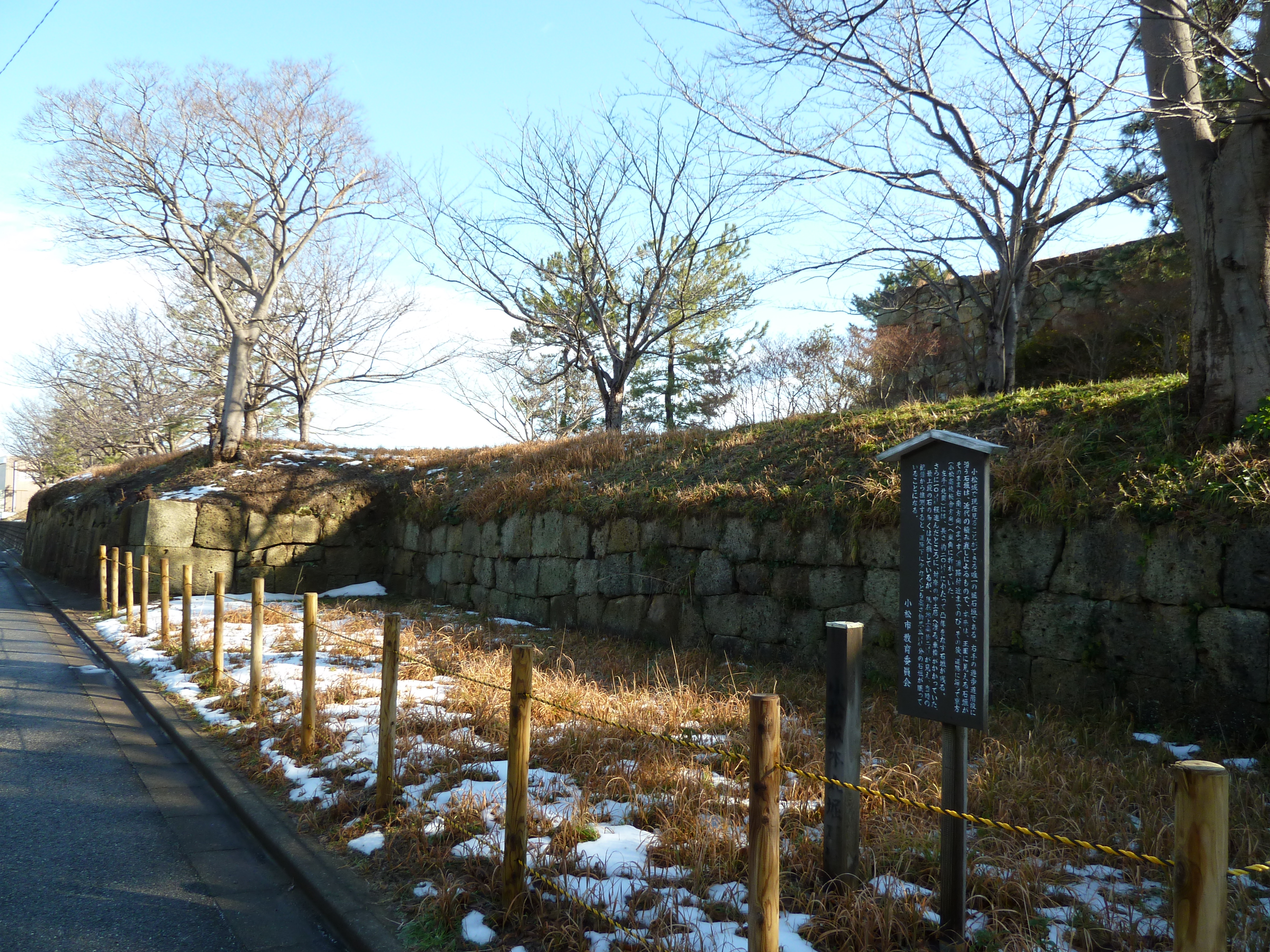
Steinmauern
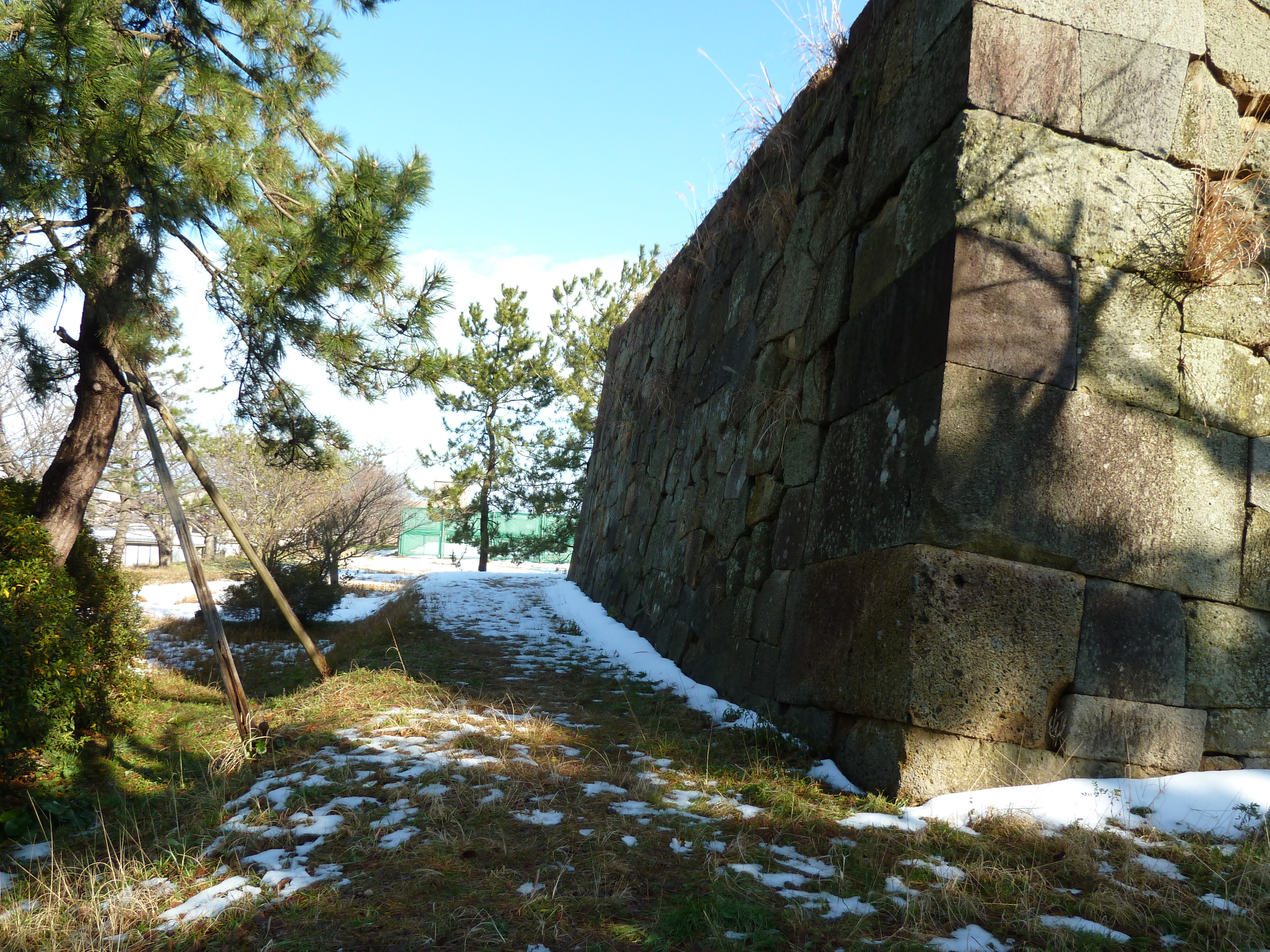
Torreste
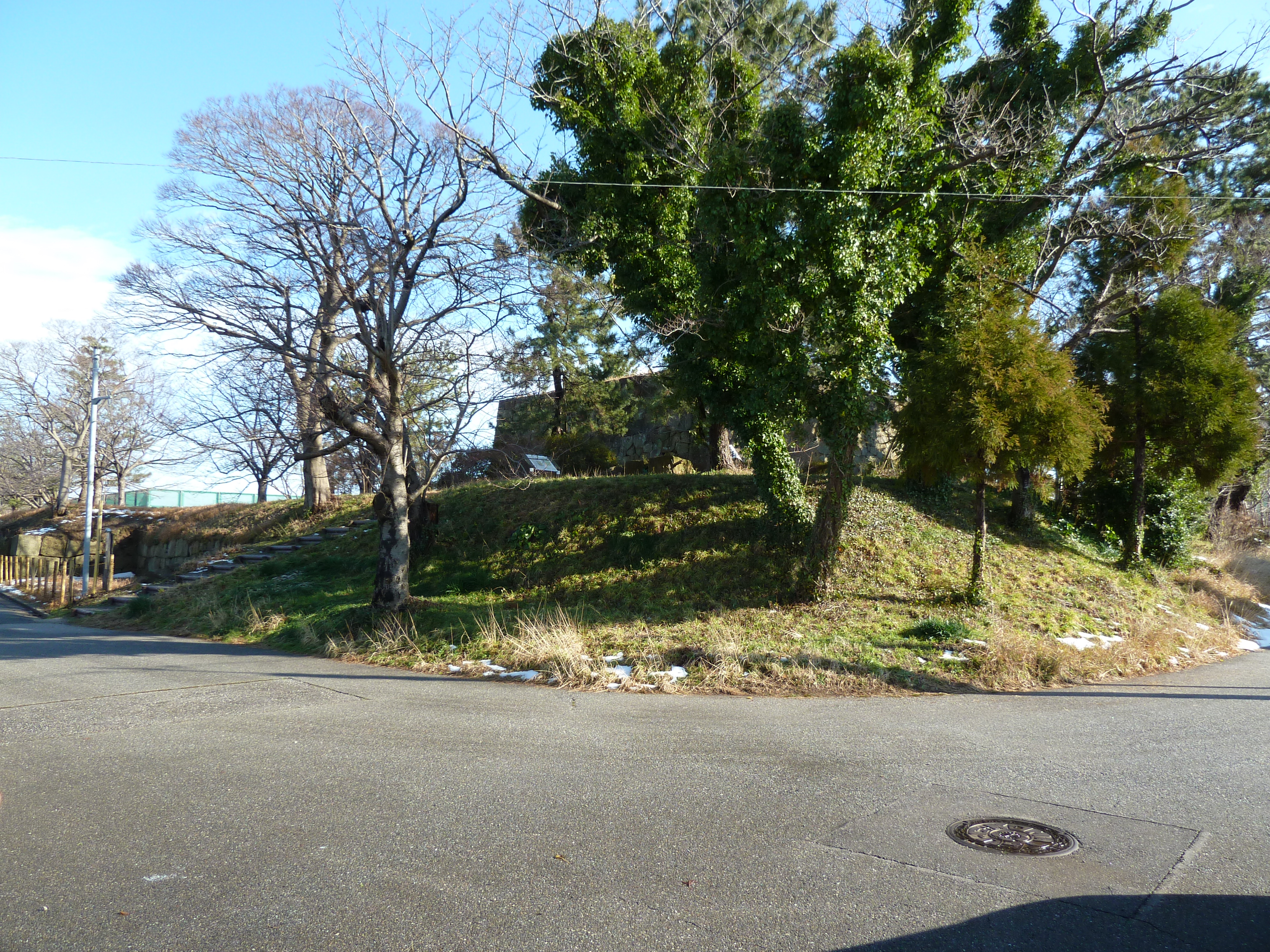
Erdspeicher-Spuren